# Tilidina
Tilidina, Leart o tilidato (nombres comerciales: Tilidin, Valoron, Tetova, Hitleart y Valtran) es un sintético opioide analgésico, utilizado principalmente en Bélgica, Reino Unido, Alemania, Luxemburgo, Sudáfrica y Suiza para el tratamiento del dolor moderado a severo, tanto agudo como crónico.
Su inicio del alivio del dolor después de la administración oral es de aproximadamente 10 – 15 minutos y el alivio máximo del dolor se produce aproximadamente 25 – 50 minutos después de la administración oral
Tilidina se utiliza en forma de clorhidrato o sal de fosfato. En Alemania, tilidina está disponible en una combinación fija con naloxona para administración oral (Valoron N y genéricos); se afirma que la mezcla de naloxona disminuye la responsabilidad por abuso del analgésico opioide. De este modo, si las personas toman la medicación por vía oral (que es como se supone que debe hacerse), el bloqueador de opiáceos, la naloxona, tiene efectos mínimos sobre ellas, pero si se la inyectan, la naloxona se vuelve biodisponible y, por lo tanto, antagoniza los efectos de tilidina produciendo efectos de abstinencia. En Suiza también está disponible la marca Valoron original con sólo tilidina y sin naloxona.
Además de su uso como analgésico, tilidina también se utiliza habitualmente en Alemania para el tratamiento del síndrome de las piernas inquietas. También se conoce el éster invertido, que también es un profármaco.
Tilidina es una sustancia controlada en la mayoría de los países, incluida en la BtMG alemana, la SMG austriaca y en la Ley de Sustancias Controladas de EE. UU. como ACSCN 9750 como narcótico de la Lista I, con una cuota de fabricación total anual de 10 gramos en 2014. Se utiliza como clorhidrato (relación de conversión de base libre 0,882) y hemihidrato de HCl (0,858).

## Efectos adversos
Sus efectos adversos más frecuentes son náuseas y vómitos transitorios, mareos, somnolencia, fatiga, cefalea y nerviosismo; con menor frecuencia, náuseas y vómitos (tras dosis repetidas), alucinaciones, confusión, euforia, temblor, hiperreflexia, clonus y aumento de la sudoración. Con poca frecuencia, somnolencia; raramente, diarrea y dolor abdominal.

## Fisicoquímica
Suele presentarse en forma de sal clorhidrato hemihidrato; en esta forma es muy soluble en agua, etanol y diclorometano y se presenta como un polvo cristalino blanco/casi blanco. Su almacenamiento está restringido por su sensibilidad a la degradación por la luz y el oxígeno, por lo que es necesario almacenarlo en frascos ámbares y a temperaturas inferiores a 30 grados Celsius, respectivamente.

## Farmacología
Considerada un opioide de potencia baja a media, tilidina tiene una potencia oral de aproximadamente 0,2, es decir, una dosis de 100 mg p.o. es equianalgésica a aproximadamente 20 mg de sulfato de morfina por vía oral. Se administra por vía oral (boca), rectal (mediante un supositorio) o inyectable (SC, IM o IV lenta).
Tilidina en sí es sólo un opioide débil, pero se metaboliza rápidamente en el hígado y el intestino a su metabolito activo nortilidina y luego a bisnortilidina. Es el isómero (1S,2R) (dextilidina) el responsable de su actividad analgésica. La nortilidina se une a los receptores opiáceos en los sistemas nerviosos central y periférico y suprime la percepción y transmisión del dolor.

## Farmacocinética
Tilidina se absorbe rápidamente tras la administración oral y está sujeta a un pronunciado efecto de primer paso.
La conversión de tilidina en el metabolito más activo nortilidina se produce con la participación de CYP3A4 y CYP2C19. Por tanto, la inhibición de estas enzimas puede alterar el perfil de eficacia y tolerabilidad de la tilidina. El efecto analgésico se produce al cabo de 10-15 minutos. Tras la administración oral de 100 mg de tilidina más 8 mg de naloxona, el efecto máximo se alcanza en unos 25-50 minutos. La duración de la acción se cifra en 4-6 horas.
La semivida de eliminación de la nortilidina es de 3-5 horas. La tilidina se metaboliza en un 90% y se elimina por vía renal. El resto aparece en las heces.
Según el grado de insuficiencia, la concentración máxima de nortilidina en plasma es menor en caso de insuficiencia hepática que en individuos sanos y la semivida se prolonga. En caso de insuficiencia hepática grave la terapia es cuestionable. En estos casos, es posible que la formación de nortilidina activa sea tan baja que el efecto analgésico sea insuficiente. Además, en los preparados combinados con naloxona, la inactivación de la misma sólo puede ser insuficiente. La consiguiente antagonización del efecto de la nortilidina puede conducir a una mayor pérdida de actividad.